# Etnia javanesa
Los javaneses son un gran grupo étnico nativo de la isla de Java, Indonesia país donde son el grupo más numeroso por ser la isla más densamente poblada del archipiélago.
Hablan el idioma javanés. Son mayoritariamente musulmanes suníes, aunque solo unos cuantos son estrictos. Sin embargo, la civilización javanesa vivió antes más de un milenio de interacciones entre el animismo autóctono o kejawen y la cultura hinduista y budista llegada desde la India, cuyas reminiscencias todavía pueden apreciarse en la historia, cultura, tradiciones y arte javaneses. La organización social javanesa tradicional varía en estructura desde poblados igualitarios hasta la sociedad sumamente estratificada de las ciudades; estas diferencias encuentran expresión en los muchos dialectos del habla javanesa que aún están en uso.
Las villas javanesas son grupos compactos de casas unifamiliares, generalmente hechas de bambú, que circundan una plaza central. El arroz es su principal cultivo alimentario. El crecimiento de las ciudades en Java ha producido una clase urbana inferior que vive en chozas provisionales en los vecindarios adjuntos.
Religiosamente, la mayoría son musulmanes, aunque hay minorías cristianas, budistas e hindúes, así como seguidores del Kejawen, una religión tradicional javanesa de tipo animista.

## Historia

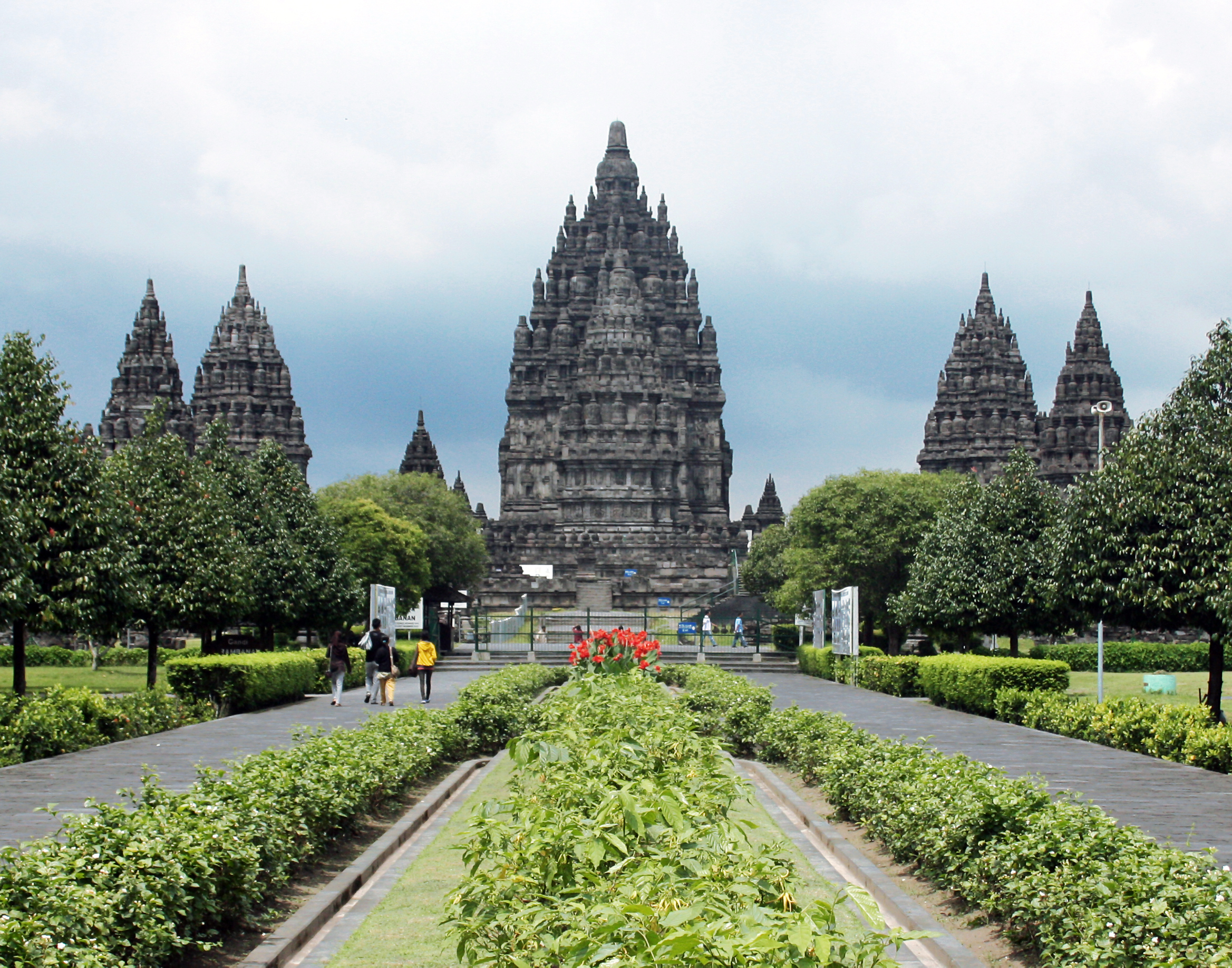
La fachada del complejo Prambanan construido por la dinastía Sanjaya.

Como la mayoría de los grupos étnicos indonesios, incluyendo a los sondaneses de Java Occidental, los javaneses son de origen austronesio cuyos ancestros se cree tuvieron origen en Taiwán, y emigraron a través de Filipinas, arribando a Java entre 1500 y 1000 a. C.

### Antiguos reinos javaneses
Las influencias budistas e hinduistas llegaron a Java a través del comercio con el subcontinente indio. Comerciantes y viajeros hinduistas y monjes budistas arribaron a la isla desde el siglo V. Como resultado, las creencias hindúes, budistas y javanesas animistas se mezclaron en una filosofía local única.
Comúnmente se señala la cuna de la cultura javanesa en las planicies de Kedu y Kewu, en las fértiles laderas del Monte Merapi, corazón del Reino Medang i Bhumi Mataram. Las primeras dinastías como la Sanjaya y la Sailendra tuvieron la base de su poder aquí.
El centro de la cultura y de la política javanesa se movió a la parte más oriental de la isla cuando Mpu Sindok (929-947) cambió la capital de los reinos del este a los valles del río Brantas en el siglo X. El desplazamiento fue más probablemente causado por la erupción volcánica del Merapi y/o la invasión de Srivijaya.

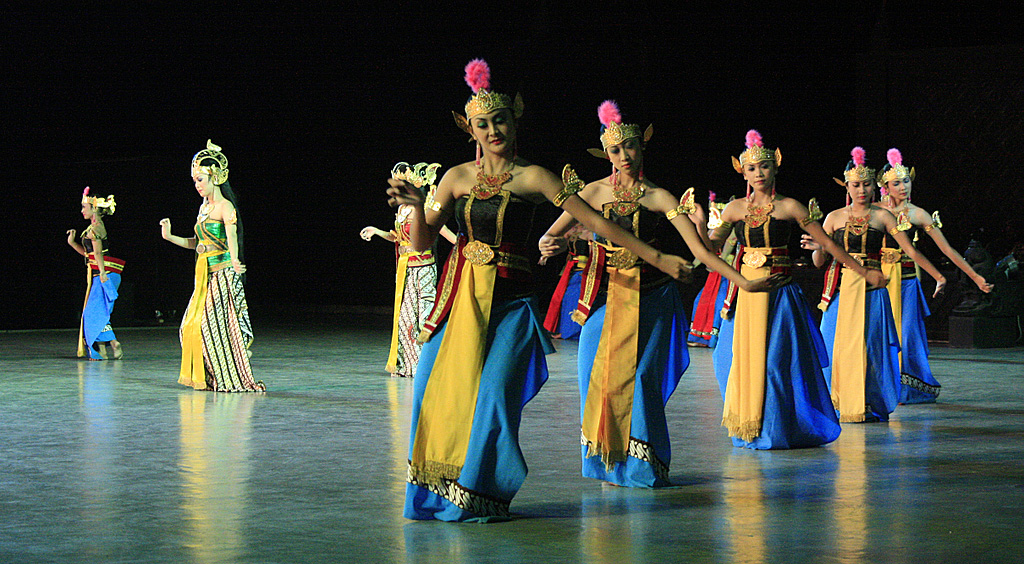
Los javaneses adoptaron muchos aspectos de la cultura hindú, como el épico Ramayana.

La mayor difusión de la influencia javanesa ocurrió durante el reinado de Kertanegara de Singhasari (también escrito como "Singosari") a finales del siglo XIII. Este rey expansionista puso en marcha varias expediciones a Madura, Bali en 1284, Borneo[¿cuándo?] y, con más importancia, a Sumatra en 1275. Tras la derrota del reino Melayu, Singhasari controló todo el comercio en el estrecho de Malaca.
El dominio de Singhasari se vio interrumpido en 1292 por la rebelión de Kediri bajo Jayakatwang, que terminó matando a Kertanegara. Sin embargo, el dominio de Jayakatwang como rey de Java terminó pronto cuando fue derrotado por el yerno de Kertanegara, Raden Jiwaya con la ayuda de tropas invasoras mongolas en marzo de 1293.
Raden Wijaya más tarde establecería Mayapajit cerca del delta del río Brantas, actual Mojokerto, como su capital en el este de Java. Las políticas expansionistas de Kertanegara serían continuadas y ampliadas más tarde por su sucesora la dinastía Mayapajit del rey Hayam Wuruk y su ministro Gajamada.

Extensión máxima aproximada del Imperio Mayapajit.

Varios reinos de Java se involucraron activamente en el mercado de especias en la ruta marítima de la Ruta de la Seda. Aunque no eran grandes productores de especias por sí solos, fueron capaces de acumular especias intercambiándolas por arroz, del cual Java era un gran productor. Mayapajit es usualmente considerado como el más grandioso de estos reinos. Fue a la vez una potencia agraria y marítima, combinando el cultivo inundado de arroz y el comercio exterior. Las ruinas de su capital puede encontrarse en la actual Trowulan.